# Amico da Venafro
Amico da Venafro, al secolo Amico Santabarbara (forse Venafro, ... – Firenze, 5 maggio 1530), è stato un condottiero italiano.
Fu uno dei quattro capitani fiorentini che comandavano la milizia nella resistenza agli imperiali di Carlo V.

## Biografia
Figlio di una prestigiosa famiglia di Venafro, decise di abbracciare la carriera militare. Fu a lungo con Giovanni dalle Bande Nere, di cui, dopo esserne stato allievo, divenne assistente.
Nel 1527 iniziò il suo servizio presso la repubblica fiorentina. Nell'agosto 1529 difese Cortona con Pasquino Corso.
Nel settembre del 1529 fu costretto ad abbandonare la caserma di Cortona senza affrontare il nemico a causa di un'epidemia che aveva colpito i fanti al suo comando. Ad ottobre passò alla guardia di Firenze, affiancando Marzio Orsini sul colle di Giramonte. Vicino a Barduccio combatté e scacciò i fanti guidati da Piermaria dei Rossi.
Divenne uno dei quattro capitani sotto la guida di Malatesta Baglioni durante l'assedio di Firenze da parte di Carlo V. Nel marzo 1530, durante gli scontri, fu ferito ad un braccio da un colpo d'archibugio. Rimase anche ustionato dallo scoppio di un barile di polvere da sparo. Accanto a lui combatteva anche il giovanissimo figlio Lucio. Il quartiere da lui comandato era diviso, come gli altri, in quattro gonfaloni.
Il 5 maggio 1530, solo e disarmato presso la chiesa di S. Francesco, fu colpito a tradimento con 27 coltellate da un gruppo di sicari assoldato da Stefano Colonna come vendetta per un'offesa ricevuta. Per quanto non si abbiano altre particolari notizie biografiche di questo condottiero, il suo nome è strettamente legato alla disperata difesa di Firenze.